# Zsemlye Ildikó
Zsemlye Ildikó (Budapest, 1969. február 15. –)  Munkácsy Mihály-díjas magyar szobrász, éremművész.

## Élete
1988 és 1995 között a Magyar Képzőművészeti Főiskola tanulója volt.
Mestere Somogyi József és Jovánovics György volt.

## Köztéri művei
- Sashegyi Sándor, dombormű, Sashegyi Sándor Általános Iskola, Pomáz
- Janikovszky Éva, mellszobor, bronz, Janikovszky Éva Kollégium, Szeged, 2010[2][3]

## Kiállításai

### Egyéni kiállítások
- 1994 – szerb templom, Balassagyarmat
- 1995
  - Erlin Galéria, Budapest (Stefanovits Péterrel)
  - Duna Galéria, Budapest
- 1997 – református templom, Sárospatak
- 1998
  - Óbudai Pincegaléria, Budapest
  - Kék Iskola Galéria, Budapest
- 2001
  - Szobor-táj-kép, Vízivárosi Galéria, Budapest
  - Szellő utcai Iskolagaléria, Budapest
- 2003
  - Bronztáj, Dorottya Galéria, Budapest[4]

### Válogatott csoportos kiállítások[1]
- 1993
  - XIII. Országos Kisplasztikai Biennálé, Pécs
  - XVII. Országos Grafikai Biennálé,  Miskolci Galéria, Miskolc
- 1994
  - Cross Roads Exhibition, Lengyel Kulturális Intézet, London, Egyesült Királyság
  - I. Országos Színesnyomat Grafikai kiállítás, Művészetek Háza, Szekszárd
  - Kisszobor '94, Vigadó Galéria, Budapest
  - Budapesti Art Expo '94, Hungexpo, Budapest
- 1995
  - Bárka, Vigadó Galéria, Budapest
  - Helyzetkép/Magyar szobrászat, Műcsarnok, Budapest
  - Toyamura International Sculpture Biennale, Hokkaidó, Japán
  - XIV. Országos Kisplasztikai Biennálé, Pécs
- 1996
  - Derkovits-ösztöndíjasok beszámoló kiállítása, Ernst Múzeum, Budapest
  - Művészetek Háza, Szekszárd
- 1997
  - Fiatal szobrászok Budapesten, Dovin Galéria, Budapest
  - XXI. Nemzetközi Éremművészeti és Kisplasztikai Alkotótelep Zárókiállítása, Városi Galéria, Nyíregyháza
  - XV. Országos Kisplasztikai Biennálé, Pécs
  - XI. Országos Portré Biennálé, Hatvani Galéria, Hatvan
- 1998
  - Természet és művészet, Médium Galéria, Pozsony, Szlovákia
  - Gyönyörök kertje, Pest Center Galéria, Budapest
- 1999
  - XVI. Országos Kisplasztikai Biennálé, Pécsi Galéria, Pécs
  - Káosz és rend I., Vigadó Galéria, Budapest
  - XII. Országos Érembiennále, Sopron
  - Óvilág/újvilág – közös nevező, Budapest Galéria, Budapest
- 2001
  - Szobrászaton innen és túl, Műcsarnok, Budapest
  - XVII. Országos Kisplasztikai Biennálé, Pécs
- 2008 – Kiállítás az Első Kortárs Árverés anyagából, Pintér Sonja Galéria, Budapest

## Társasági tagság
- Folyamat Társaság

## Díjai, kitüntetései
- Derkovits-ösztöndíj, 1994–97[1]
- XIV. Országos Kisplasztikai Biennálé – a Magyar Alkotóművészek Országos Egyesületének díja, Pécs, 1995[1]
- a Fővárosi Önkormányzat ösztöndíja, Salzburg, 1997[1]
- XXI. Nemzetközi Éremművészeti és Kisplasztikai Alkotótelep különdíja, Nyíregyháza[1]
- Országos Portré Biennálé, III. díj, Hatvan
- XVII. Országos Kisplasztikai Biennálé fődíja, Pécs, 2001[1]
- Munkácsy Mihály-díj, 2003[1][2]